# Barbara Baum
Pour les articles homonymes, voir Baum.
Barbara Baum est une costumière allemande née le 7 mai 1944 à Magdebourg et morte à Berlin le 15 avril 2023. Elle est la costumière sur la plupart des films de Fassbinder.

## Filmographie partielle
- 1974 : Effi Briest de Rainer Werner Fassbinder
- 1979 : Le Mariage de Maria Braun (Die Ehe der Maria Braun) de Rainer Werner Fassbinder
- 1981 : Lola, une femme allemande (Lola) de Rainer Werner Fassbinder
- 1981 : Lili Marleen de Rainer Werner Fassbinder
- 1982 : Le Secret de Veronika Voss (Die Sehnsucht der Veronika Voss) de Rainer Werner Fassbinder
- 1982 :  Querelle de Rainer Werner Fassbinder
- 1991 : The Voyager de Volker Schlöndorff
- 1993 : La Maison aux esprits (The House of the Spirits) de Bille August
- 1997 : Smilla de Bille August
- 1999 : Aimée et Jaguar de Max Färberböck
- 2008 : Buddenbrooks de Heinrich Breloer (téléfilm)